# (612047) 1996 TK66
(612047) 1996 TK66 est un objet transneptunien faisant partie des cubewanos. 

## Caractéristiques
(612047) 1996 TK66 mesure environ 160 km de diamètre.